# 巴金賽德站
巴金賽德站（英語：Barkingside tube station）是倫敦地鐵的一個車站，位於倫敦東部的紅橋區。巴金賽德站是中央線的車站，位於倫敦第4收費區。

## 外部連結
- London Transport Museum Photographic Archive （页面存档备份，存于）
  - Barkingside LNER station, 1930s
  - Barkingside station, 1953
  - Booking hall, 1955